# Lista över fornlämningar i Varbergs kommun (Valinge)
Lista över fornlämningar i Varbergs kommun (Valinge) är en förteckning av ett urval av de fornlämningar som finns i Valinge i Varbergs kommun.
| Namn         | Lämningstyp  | Tillkomsttid | Historisk indelning | Plats | Läge                 | ID-nr          | Bild                                 |
| ------------ | ------------ | ------------ | ------------------- | ----- | -------------------- | -------------- | ------------------------------------ |
| Valinge 1:1  | Hög          |              | Valinge, Halland    |       | 57.147501, 12.355970 | 10151300010001 | Ladda upp en bild av detta fornminne |
| Valinge 2:1  | Gravfält     |              | Valinge, Halland    |       | 57.147514, 12.357949 | 10151300020001 | Ladda upp en bild av detta fornminne |
| Valinge 3:1  | Gravfält     |              | Valinge, Halland    |       | 57.159944, 12.341229 | 10151300030001 | Ladda upp en bild av detta fornminne |
| Valinge 4:1  | Stensättning |              | Valinge, Halland    |       | 57.159789, 12.343216 | 10151300040001 | Ladda upp en bild av detta fornminne |
| Valinge 5:1  | Hög          |              | Valinge, Halland    |       | 57.160901, 12.338506 | 10151300050001 | Ladda upp en bild av detta fornminne |
| Valinge 5:2  | Hög          |              | Valinge, Halland    |       | 57.161220, 12.338462 | 10151300050002 | Ladda upp en bild av detta fornminne |
| Valinge 6:1  | Stensättning |              | Valinge, Halland    |       | 57.153461, 12.340344 | 10151300060001 | Ladda upp en bild av detta fornminne |
| Valinge 7:1  | Stensättning |              | Valinge, Halland    |       | 57.170792, 12.411855 | 10151300070001 | Ladda upp en bild av detta fornminne |
| Valinge 8:1  | Stensättning |              | Valinge, Halland    |       | 57.169080, 12.408744 | 10151300080001 | Ladda upp en bild av detta fornminne |
| Valinge 8:2  | Stensättning |              | Valinge, Halland    |       | 57.168681, 12.408639 | 10151300080002 | Ladda upp en bild av detta fornminne |
| Valinge 9:1  | Stensättning |              | Valinge, Halland    |       | 57.171279, 12.404214 | 10151300090001 | Ladda upp en bild av detta fornminne |
| Valinge 10:1 | Stensättning |              | Valinge, Halland    |       | 57.174920, 12.404228 | 10151300100001 | Ladda upp en bild av detta fornminne |
| Valinge 11:1 | Röse         |              | Valinge, Halland    |       | 57.164734, 12.397872 | 10151300110001 | Ladda upp en bild av detta fornminne |
| Valinge 12:1 | Stensättning |              | Valinge, Halland    |       | 57.166687, 12.403248 | 10151300120001 | Ladda upp en bild av detta fornminne |
| Valinge 13:1 | Röse         |              | Valinge, Halland    |       | 57.162686, 12.402938 | 10151300130001 | Ladda upp en bild av detta fornminne |
| Valinge 17:1 | Stensättning |              | Valinge, Halland    |       | 57.170159, 12.380769 | 10151300170001 | Ladda upp en bild av detta fornminne |
| Valinge 18:1 | Gravfält     |              | Valinge, Halland    |       | 57.165990, 12.375277 | 10151300180001 | Ladda upp en bild av detta fornminne |
| Valinge 19:1 | Hög          |              | Valinge, Halland    |       | 57.168789, 12.377084 | 10151300190001 | Ladda upp en bild av detta fornminne |
| Valinge 19:2 | Hög          |              | Valinge, Halland    |       | 57.168807, 12.376808 | 10151300190002 | Ladda upp en bild av detta fornminne |
| Valinge 20:1 | Gravfält     |              | Valinge, Halland    |       | 57.183534, 12.375255 | 10151300200001 | Ladda upp en bild av detta fornminne |
| Valinge 21:1 | Röse         |              | Valinge, Halland    |       | 57.183496, 12.363673 | 10151300210001 | Ladda upp en bild av detta fornminne |
| Valinge 24:1 | Hög          |              | Valinge, Halland    |       | 57.166511, 12.358763 | 10151300240001 | Ladda upp en bild av detta fornminne |
| Valinge 24:2 | Stensättning |              | Valinge, Halland    |       | 57.166526, 12.358430 | 10151300240002 | Ladda upp en bild av detta fornminne |
| Valinge 25:1 | Stenkrets    |              | Valinge, Halland    |       | 57.169323, 12.365976 | 10151300250001 | Ladda upp en bild av detta fornminne |
| Valinge 27:1 | Hög          |              | Valinge, Halland    |       | 57.162288, 12.353711 | 10151300270001 | Ladda upp en bild av detta fornminne |
| Valinge 28:1 | Röse         |              | Valinge, Halland    |       | 57.159933, 12.372118 | 10151300280001 | Ladda upp en bild av detta fornminne |
| Valinge 29:1 | Hög          |              | Valinge, Halland    |       | 57.157999, 12.334278 | 10151300290001 | Ladda upp en bild av detta fornminne |
| Valinge 30:1 | Hög          |              | Valinge, Halland    |       | 57.158000, 12.336631 | 10151300300001 | Ladda upp en bild av detta fornminne |
| Valinge 30:2 | Hög          |              | Valinge, Halland    |       | 57.157928, 12.336078 | 10151300300002 | Ladda upp en bild av detta fornminne |
| Valinge 30:3 | Hög          |              | Valinge, Halland    |       | 57.157896, 12.335743 | 10151300300003 | Ladda upp en bild av detta fornminne |
| Valinge 31:1 | Hög          |              | Valinge, Halland    |       | 57.158544, 12.336534 | 10151300310001 | Ladda upp en bild av detta fornminne |
| Valinge 31:2 | Stensättning |              | Valinge, Halland    |       | 57.158553, 12.336328 | 10151300310002 | Ladda upp en bild av detta fornminne |
| Valinge 32:1 | Hög          |              | Valinge, Halland    |       | 57.158277, 12.337328 | 10151300320001 | Ladda upp en bild av detta fornminne |
| Valinge 34:1 | Hög          |              | Valinge, Halland    |       | 57.156997, 12.337681 | 10151300340001 | Ladda upp en bild av detta fornminne |
| Valinge 36:1 | Hög          |              | Valinge, Halland    |       | 57.153833, 12.359227 | 10151300360001 | Ladda upp en bild av detta fornminne |
| Valinge 36:2 | Stensättning |              | Valinge, Halland    |       | 57.154102, 12.359478 | 10151300360002 | Ladda upp en bild av detta fornminne |
| Valinge 37:1 | Stensättning |              | Valinge, Halland    |       | 57.154285, 12.362000 | 10151300370001 | Ladda upp en bild av detta fornminne |
| Valinge 38:1 | Stensättning |              | Valinge, Halland    |       | 57.154876, 12.362773 | 10151300380001 | Ladda upp en bild av detta fornminne |
| Valinge 42:1 | Röse         |              | Valinge, Halland    |       | 57.162002, 12.407497 | 10151300420001 | Ladda upp en bild av detta fornminne |
| Valinge 44:1 | Stensättning |              | Valinge, Halland    |       | 57.159587, 12.404757 | 10151300440001 | Ladda upp en bild av detta fornminne |
| Valinge 49:1 | Hög          |              | Valinge, Halland    |       | 57.146958, 12.405879 | 10151300490001 | Ladda upp en bild av detta fornminne |
| Valinge 50:1 | Hög          |              | Valinge, Halland    |       | 57.148104, 12.410416 | 10151300500001 | Ladda upp en bild av detta fornminne |
| Valinge 51:1 | Röse         |              | Valinge, Halland    |       | 57.152456, 12.331415 | 10151300510001 | Ladda upp en bild av detta fornminne |
| Valinge 51:2 | Röse         |              | Valinge, Halland    |       | 57.152147, 12.331644 | 10151300510002 | Ladda upp en bild av detta fornminne |
| Valinge 52:1 | Röse         |              | Valinge, Halland    |       | 57.153250, 12.333746 | 10151300520001 | Ladda upp en bild av detta fornminne |
| Valinge 53:1 | Hög          |              | Valinge, Halland    |       | 57.159923, 12.331690 | 10151300530001 | Ladda upp en bild av detta fornminne |
| Valinge 61:1 | Stensättning |              | Valinge, Halland    |       | 57.169213, 12.368634 | 10151300610001 | Ladda upp en bild av detta fornminne |
| Valinge 61:3 | Stensättning |              | Valinge, Halland    |       | 57.169452, 12.367273 | 10151300610003 | Ladda upp en bild av detta fornminne |
| Valinge 65:1 | Stensättning |              | Valinge, Halland    |       | 57.167495, 12.411775 | 10151300650001 | Ladda upp en bild av detta fornminne |
| Valinge 67:1 | Hög          |              | Valinge, Halland    |       | 57.153034, 12.362723 | 10151300670001 | Ladda upp en bild av detta fornminne |
| Valinge 68:1 | Stensättning |              | Valinge, Halland    |       | 57.154185, 12.365880 | 10151300680001 | Ladda upp en bild av detta fornminne |
| Valinge 71:1 | Stensättning |              | Valinge, Halland    |       | 57.158080, 12.382961 | 10151300710001 | Ladda upp en bild av detta fornminne |
| Valinge 72:1 | Stensättning |              | Valinge, Halland    |       | 57.206076, 12.375049 | 10151300720001 | Ladda upp en bild av detta fornminne |
| Valinge 84:1 | Stensättning |              | Valinge, Halland    |       | 57.154511, 12.326099 | 10151300840001 | Ladda upp en bild av detta fornminne |